# Palácio de Ulriksdal
O Palácio de Ulriksdal (em sueco Ulriksdals slott) é um palácio real do século XVII, situado às margens do lago Edsviken em Solna, a seis quilômetros de Estocolmo.

O palácio era nomeado Jakobsdal, em honra a seu então dono, Jacob De la Gardie, que contratou o arquiteto Hans Jacob Kristler, entre 1643-1645, para construí-lo. 

Seu filho, Magnus Gabriel De la Gardie e a rainha Hedwig Eleonora of Holstein-Gottorpin mandaram aumentar o edifício, sendo Nicodemus Tessin o Velho o responsável pelo atual desenho arquitetónico, que remonta do século XVII.

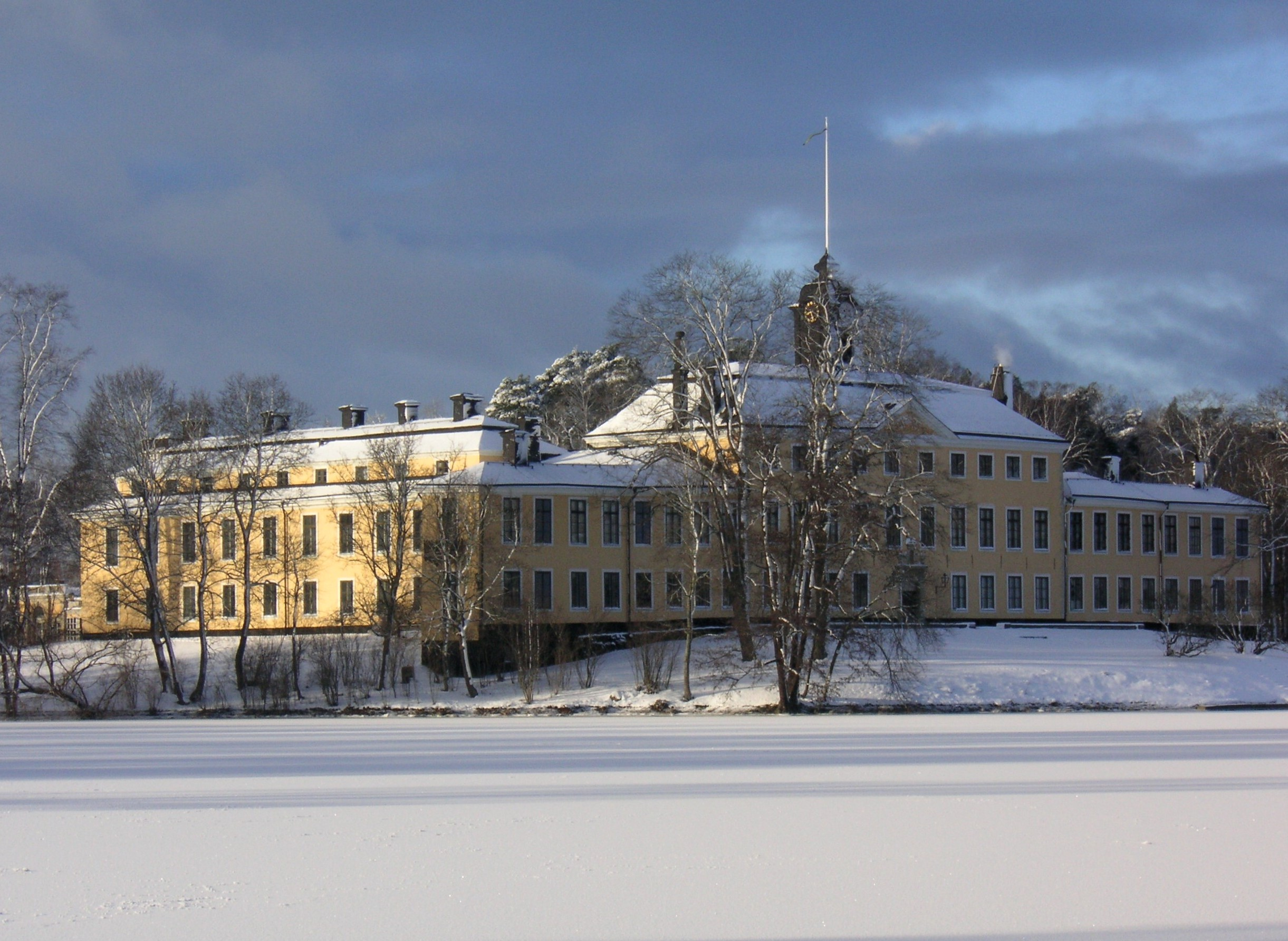
O palácio visto do lago Edsviken
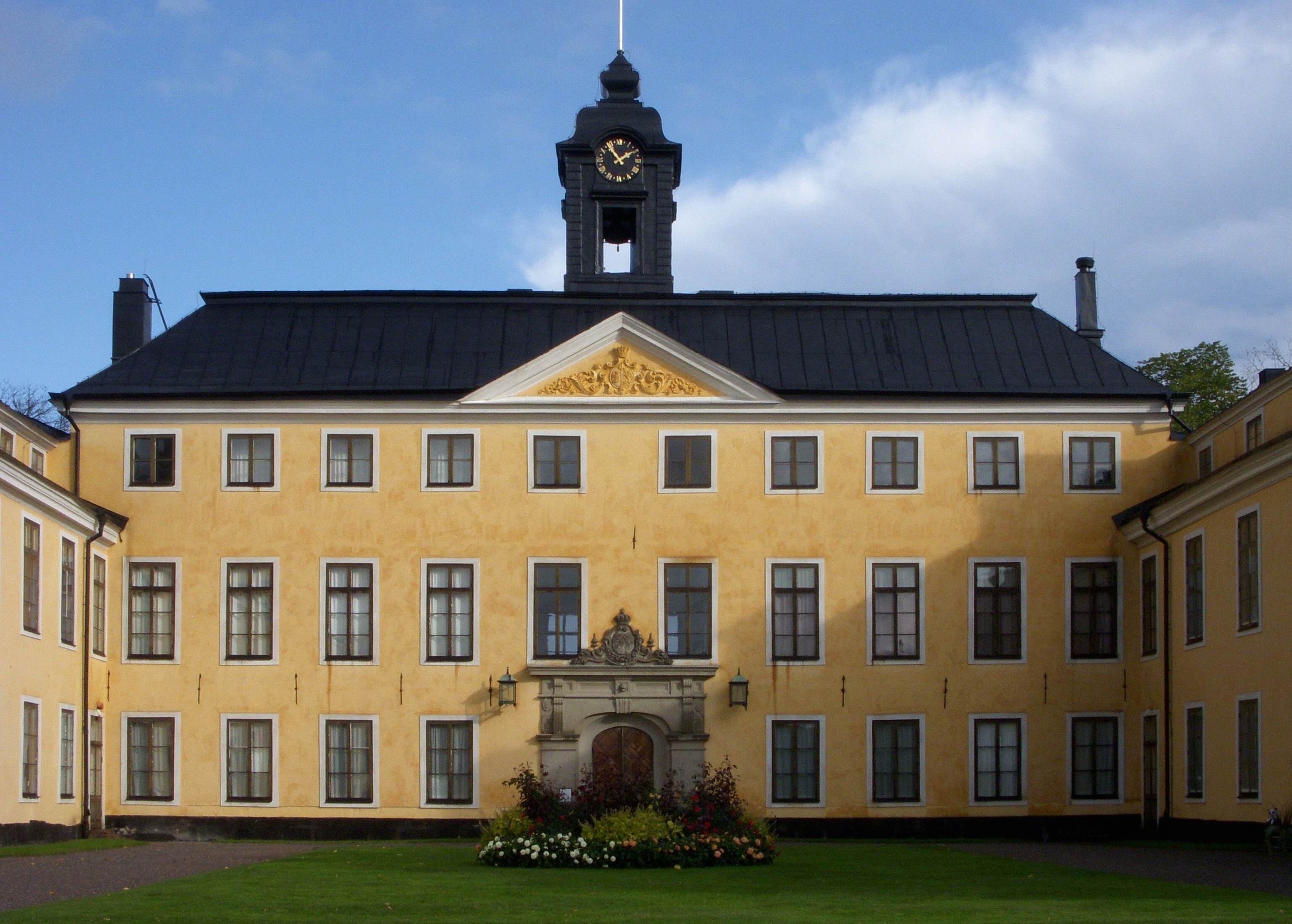
Edifício principal
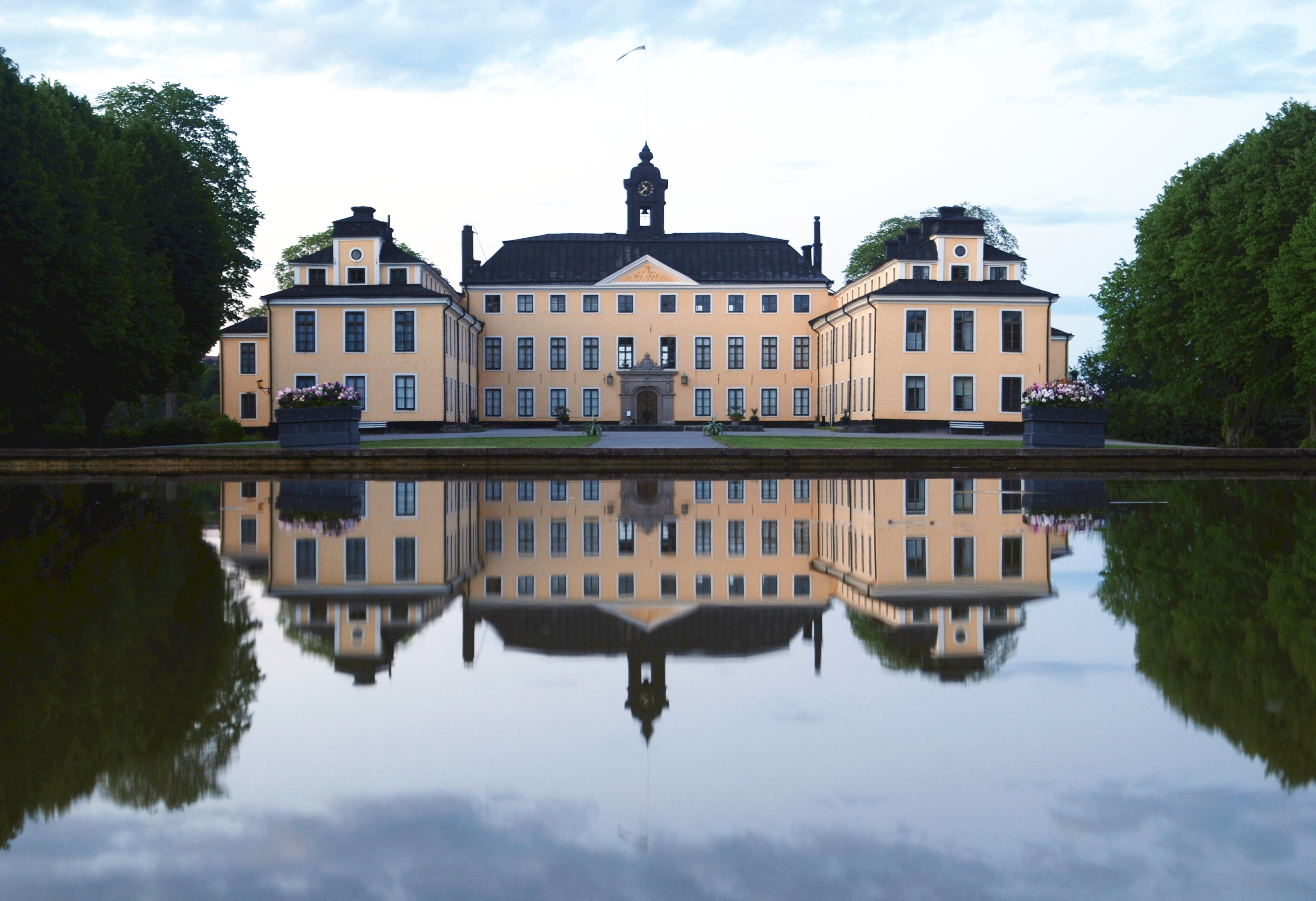
O palácio visto do lado oeste